# Agalliinae
Agalliinae  (лат.) — подсемейство прыгающих насекомых из семейства цикадок (Cicadellidae). Распространены всесветно, преобладают в Неотропике. Мелкого размера цилиндрические цикадки. Макросетальная формула задних бёдер обычно равна 2+1 или 2+0. Обладают сходством с Adelungiinae, Megophthalminae и Evansiolinae. 37 родов, 600 видов Иногда рассматриваются в качестве трибы в составе Megophthalminae.

## Список родов
Некоторые роды подсемейства:
- Agalliini
  - Agallia Curtis, 1833
  - Anaceratagallia Zachvatkin, 1943
  - Austroagallia Evans, 1935
  - Dryodurgades Zachvatkin, 1946
  - Leopallia
- Melicharellini
  - Assiuta
  - Melicharella
  - Platyproctus
  - Symphypyga

## Заметки
1. ↑  Agalliinae - www.inhs.uiuc.edu Архивная копия от 18 мая 2011 на Wayback Machine  (англ.) (Дата обращения: 31 августа 2011)
2. ↑  Dietrich, C. H. 2005. Florida Entomol. 88:502-517
3. ↑  BioLib Архивная копия от 18 декабря 2019 на Wayback Machine Profil taxonu — podčeleď terčovky Agalliinae  (чешск.)